# Weningenmemleben
Weningenmemleben ist eine Wüstung bei Memleben in Sachsen-Anhalt. 
In einem zwischen 881 und 899 entstandenen Verzeichnis des Zehnten des Klosters Hersfeld wird als zehntpflichtiger Ort Meginrichesdorpf im Friesenfeld erwähnt. Hermann Größler brachte diesen Ort in Verbindung mit Memleben oder der späteren Wüstung Weningenmemleben auf dem linken Ufer der Unstrut. Gleichzeitig wird auch der Ort Mimileba genannt.